# Peperomia scutifolia
Peperomia scutifolia är en pepparväxtart som beskrevs av C. Dc.. Peperomia scutifolia ingår i släktet peperomior, och familjen pepparväxter. Inga underarter finns listade i Catalogue of Life.